# Nacerdes waterhousii
Nacerdes waterhousii is een keversoort uit de familie schijnboktorren (Oedemeridae). De wetenschappelijke naam van de soort is voor het eerst geldig gepubliceerd in 1875 door Harold.